# Valle d'Orezza
Valle d'Orezza (in francese Valle-d'Orezza, in corso E Valle d'Orezza) è un comune francese di 46 abitanti situato nel dipartimento dell'Alta Corsica nella regione della Corsica.

## Società

### Evoluzione demografica
Abitanti censiti